# Мангвенде, Уитнесс
Уитнесс Пасичигаре Магунда Мангвенде (англ. Witness Pasichigare Magunda Mangwende; 15 октября 1946, Бухера, Маникаленд, Южная Родезия — 26 февраля 2005, Хараре, Зимбабве) — зимбабвийский государственный деятель, министр иностранных дел Зимбабве (1981—1987).

## Биография
Окончил Университет Зимбабве, в котором был лидером студенческого движения, затем получил степень в области международных отношений в Университете Лондона с присвоением степени доктора философии (Ph.D.).
После провозглашения независимости Зимбабве (1980) занимал ряд ключевых должностей в правительстве страны:
- 1981—1987 гг. — министр иностранных дел Зимбабве,
- 1988—1990 гг. — министр информации, почт и телекоммуникаций,
- 1990—1992 гг. — министр земель, сельского хозяйства и сельских поселений,
- 1992—1995 гг. — министр образования и культуры,
- 1995—1997 гг. — министр спорта, рекреации и культуры.

Затем он не занимал должностей в правительстве, пока в 2002 г. не был назначен министром транспорта и коммуникаций, проработав на этом посту до 2004 г. С 2004 г. и до конца жизни являлся губернатором провинции Хараре.
После смерти решением Политбюро ЗАПУ-ПФ был объявлен Национальным героем Зимбабве.